# ده ملابزرگ
ده ملابزرگ، روستایی از توابع بخش چم خلف عیسی شهرستان هندیجان در استان خوزستان ایران است.

## جمعیت
این روستا در دهستان سورین قرار دارد و براساس سرشماری مرکز آمار ایران در سال ۱۳۸۵، جمعیت آن ۱٬۰۳۱ نفر (۲۱۸خانوار) بوده‌است.